# Jano Köhler
Jano Köhler, psán také Koehler, vlastním jménem Jan Köhler (9. února 1873 Brno – 20. ledna 1941 Brno), byl český akademický malíř.

## Život
Narodil se 9. února 1873 na brněnském předměstí Pekařská do rodiny Johanna Köhlera a jeho manželky Roziny, rozené Ježkové (svatba se uskutečnila 11. května 1872 ve starobrněnském kostele). Otec, český Němec původem z Albrechtic u Lanškrouna, pracoval jako kočí u brněnské koněspřežné tramvaje, českojazyčná matka pocházela z moravských Nenkovic u Kyjova. Jano Köhler se narodil jako druhé z dvojčat, první byla jeho sestra. Obě děti získaly jména po svých rodičích, pokřtěny byly jako Johann (tj. Jan) a Rozina (tj. Růžena). Jejich otec však krátce na to onemocněl černými neštovicemi a měsíc po narození dětí zemřel (18. března 1873). Mladé matce poté začala pomáhat její sestra Marie, která se za ní přestěhovala z Vídně. Rodina žila v Brně, matka s dětmi ale často navštěvovala své rodiče a příbuzné v Nenkovicích. Dvojčata začala v Brně chodit na německou obecnou školu, matce se ale podařilo je zapsat na českou školu. Po dokončení obecné školy šla Růžena do služby, zatímco Jan pokračoval studiem českého gymnázia v Brně. Tamní učitel Josef Zelený si povšiml jeho uměleckého talentu a začal jej vyučovat základům kreslení. Kvůli své tvrdohlavosti a sporům s učiteli musel Köhler rok před maturitou školu opustit. S matčinou podporou mohl poslední rok absolvovat v Praze na gymnáziu v Žitné ulici, kde také v roce 1892 odmaturoval. Matka s tetou se po jeho odchodu do Prahy přestěhovaly zpět do rodných Nenkovic, kam se Köhler nadále vracel na prázdniny.
Rozhodl se pro studium profesury kreslení a v letech 1893–1897 vystudoval pražskou Umělecko-průmyslovou školu. Zde poznal řadu význačných výtvarníků doby, kteří na něj měli vliv po celou dobu jeho výtvarné kariéry. Profesorem kreslení se však nikdy nestal. V touze volně tvořit nastoupil na pokračující studium. Na pražské Akademii výtvarných umění, kterou navštěvoval v letech 1897–1900, se stal žákem Františka Ženíška a Maxe Pirnera. Dekorativní techniky v architektuře (freska, sgrafito, mozaika) studoval u architekta Kamila Hilberta. Své umělecké působení započal právě s tímto architektem v jeho rodišti, v Lounech, kde společně prováděli první zakázky v podobě výzdoby fasád vil na soukromou objednávku. Společně také strávili dvě zimní období v mnichovských ateliérech, kde se zaměřili na studium právě těchto technik.
Jeho nejvěrnějším celoživotním přítelem z dob studií v Praze se stal tehdejší student práv Miloslav Nedoma, pozdější vysoký státní úředník, kterého s Köhlerem spojoval zájem o umění a sbírání starožitností. Köhler byl také platonicky zamilovaný do Růženy Rautenkranzové (dcery advokáta a politika Vavřince Svátka a matky režisérky Olgy Rautenkranzové), která si jako svého druhého manžela později vzala právě Nedomu. Rautenkranzová se stala jeho celoživotní láskou, múzou a přítelkyní, které adresoval mnoho dopisů a kreseb a jejíž podobu využíval na množství svých grafik a obrazů.
První velkou zakázku (1900–1906) získal díky přátelům na zámku v Prostějově. Haná se od tohoto okamžiku stala pro Köhlera důležitým centrem tvorby. Seznámil se zde s vůdcem a hlavním organizátorem katolické moderny Karlem Dostálem-Lutinovem, jenž umělce podporoval a informoval o jeho pracích ve svém časopisu Nový život, kde publikoval také Köhlerovy ilustrace. O rok později zde vyzdobil sgrafity dům přítele Václava Součka. V Prostějově roku 1912 vytvořil i litografii Cyrila a Metoděje, která se o jednadvacet let později dostala na československé známky. Další díla tvořil v Olomouci (arcibiskupský palác, Sarkandrova kaple), Kroměříži, na Svatém Hostýně (keramické mozaiky) a na mnoha dalších místech Moravy. Jano Köhlera je také třeba vzpomenout v souvislosti s uměleckým sdružením sídlícím v Hodoníně – Sdružení výtvarných umělců moravských (SVUM). Kohler se stal jedním z jeho podstatných zakladatelů, členů a organizátorů a vyzdobil také roku 1912 nově vzniklou budovu Domu umělců, která sloužila jako výstavní prostory celého Sdružení vedeného Jožou Uprkou.
V letech 1915–1918 sloužil po odvedení v rakousko-uherské armádě v Židenicích, Rajhradě, Moravské Třebové a nakonec i v Rakousku. Kvůli slabší fyzické kondici a revmatickým kloubům byl uznán za „méně způsobilého“, takže byl určen pro lehkou službu. Jako umělec se podílel na výzdobě vojenských kaplí, včetně brněnského vojenského kostela Nejsvětějšího srdce Páně. Patrně v něm se také 23. dubna 1917 oženil se svou přítelkyní Rozálií Uhlířovou, původem z Mořic u Prostějova, se kterou se seznámil již v roce 1907. Měli spolu tři děti: Antonína (1917–1924), Jiřího (1920–1985) a Ludmilu (1921–2016).
V roce 1926 se s celou rodinou přestěhoval z Nenkovic do nedalekého Věteřova (dům, v němž bydlel, tzv. Šmelcovna, čp. 165, však leží asi 2 km jižně od Věteřova, na jižním úbočí Babího lomu a na okraji intravilánu Strážovic – proto sám uváděl adresu Strážovice 165). K jeho dobrým přátelům v tomto regionu patřil Josef Frydrych, správce statků Jana II. z Lichtenštejna a velkostatkář v Žarošicích. Ve Věteřově (Strážovicích) zůstal až do konce svého života. Roku 1931 zde zemřela jeho teta Marie, která se o něj pomáhala od narození starat, a v roce 1935 i jeho matka a Mariina sestra Růžena. Po její smrti se u něj začaly projevovat zdravotní potíže, které ho omezovaly v práci. Později byly stále závažnější a kvůli bolestem žaludku jedl jen málo. V lednu 1941 doma zkolaboval a byl převezen do brněnské zemské nemocnice, kde podstoupil operaci žaludku. Po ní však po několika dnech, 20. ledna 1941, zemřel, příčinou byla rakovina žaludku. Pohřben byl ve Strážovicích, jednalo se o velký pohřeb s velkým množstvím zúčastněných a několika smutečními projevy. Jeho sestra Růžena v dopise Miloslavu Nedomovi uvedla, že se ho účastnilo 30 kněží a 2000 lidí.
Za svou čtyřicetiletou samostatnou výtvarnou kariéru vyzdobil bezmála 70 sakrálních a 55 světských staveb. Jeho dílo je však daleko širší a čítá celkem 2 500 prací, mezi nimiž lze najít olej, ilustraci, grafiku, kresbu, návrhy liturgických předmětů aj.

## Dílo (výběr)

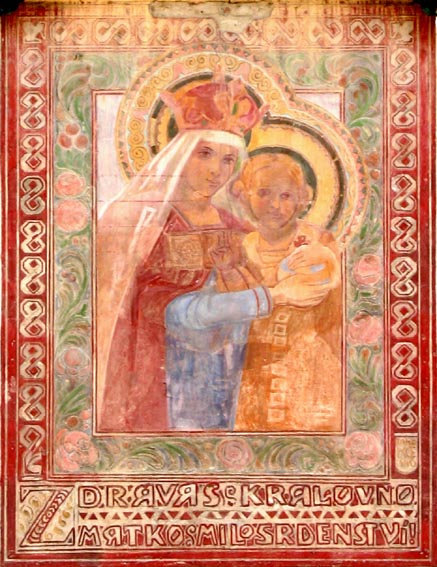
Sgrafito na kostele Nanebevzetí Panny Marie v Kyjově z roku 1910

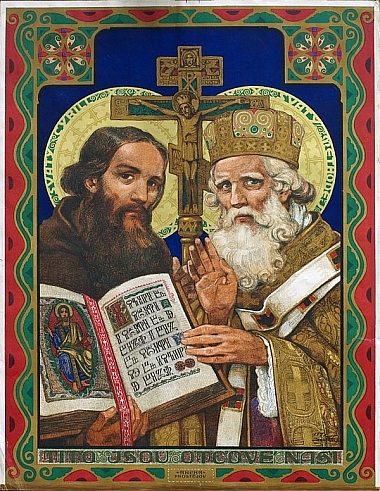
litografie Cyril a Metoděj, posloužila též jako předloha pro poštovní známky.

- 1900–1901 sgrafita na prostějovském zámku
- 1902 Janův (Jurkovičův) dům v Luhačovicích. Freska sv. Cyrila a Metoděje na jižní fasádě.
- 1903 Augustiniánský dům v Luhačovicích. Figurální fresky na průčelí a v kapli.
- 1904 Návrh čtyř mozaik s výjevy z historie Litovle, Gymnázium Litovel.
- 1909 Kostel svatého Cyrila a Metoděje v psychiatrické léčebně v Kroměříži. Výzdoba kleneb včetně kopule a nástěnná malba čelní lunety kněžiště, na které věrozvěstové žehnají hanáckému lidu.
- 1910 Kostel Nanebevzetí Panny Marie a svatého Cyrila a Metoděje v Kyjově. Sgrafito Madona s dítětem v průčelí kostela.
- 1911 Zámek v Kyjově. Sgrafito - výjevy z dějin města.
- 1912–1933 Křížová cesta na sv. Hostýně, Bystřice pod Hostýnem. Keramická mozaika pašijových scén, datováno rokem 1912 (9. zastavení) až 1933 (1. zastavení).
- 1915, 1918 interiér kostela Nejsvětějšího srdce Ježíšova v Brně (později přemístěn do Oslnovic)
- 1925 Škola v Lipově, okres Hodonín. Nástěnná malba „Vzdělávání“.
- 1929 interiér kostela Nanebevzetí Panny Marie v Laškově
- 1931 Kostel sv. Cecílie v Dobrém Poli, okres Břeclav. Oltářní obraz patronky kostela.
- 1931–1933 Klášter Kongregace Milosrdných sester svatého Kříže v Kroměříži.
- 1932 Kostel sv. Havla v Dřevohosticích, okres Přerov. Nástěnná malba znázorňující sv. Havla jako poustevníka se dvěma lovci.
- 1934 Kostel sv. Cyrila a Metoděje v Lužicích, okres Hodonín. Nástěnná malba sv. Cyrila a Metoděje v kněžišti.
- 1934 Kostel Povýšení sv. Kříže v Rajhradě, okres Brno-venkov. Nástěnné malby českých světců v kopuli a nad bočními oltáři.
- 1934 Navrhl malovaná okna v kapli kostela svatého Cyrila a Metoděje v Olomouci. Provedl Otmar Vačkař.

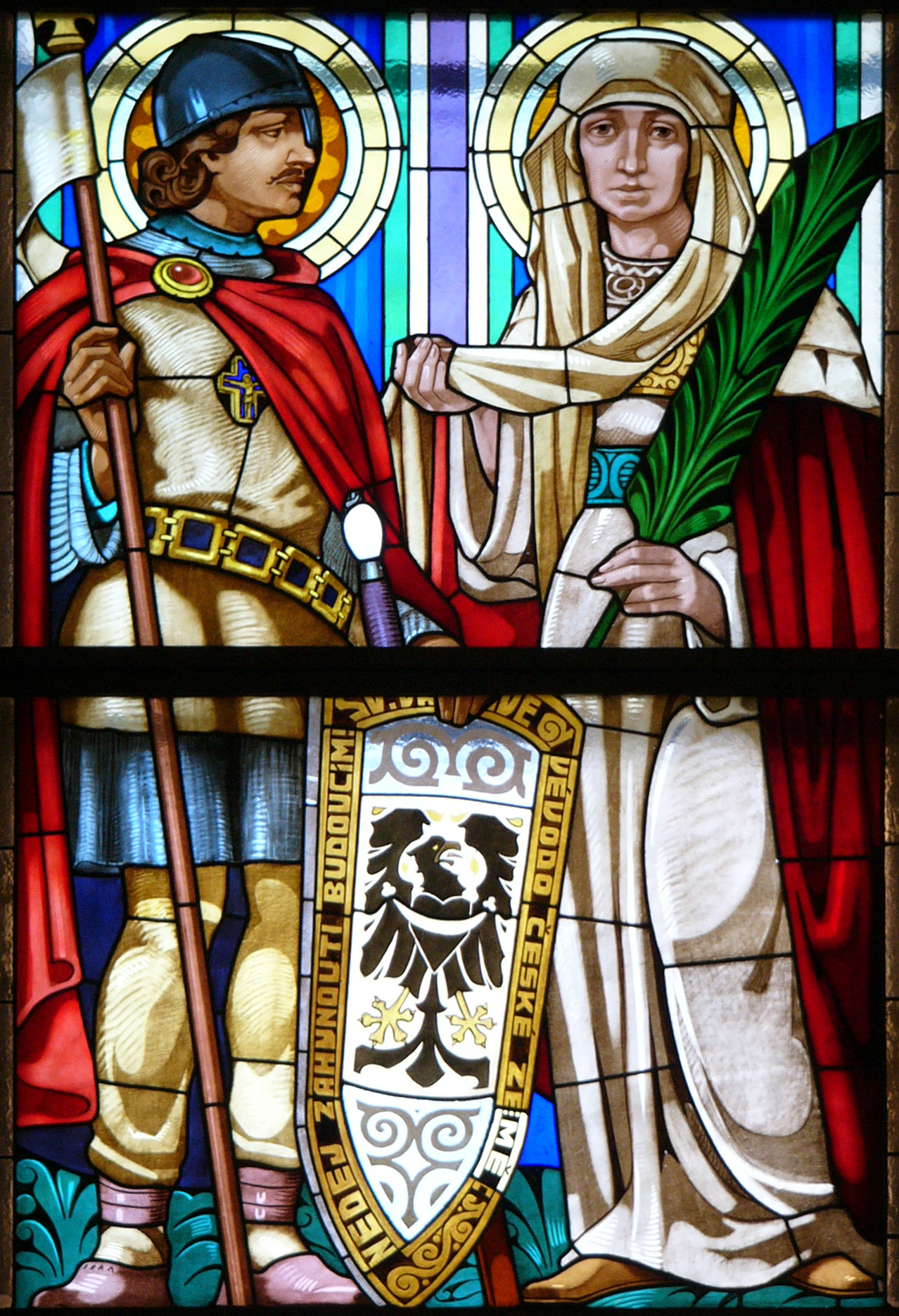
Svatý Václav a Svatá Ludmila
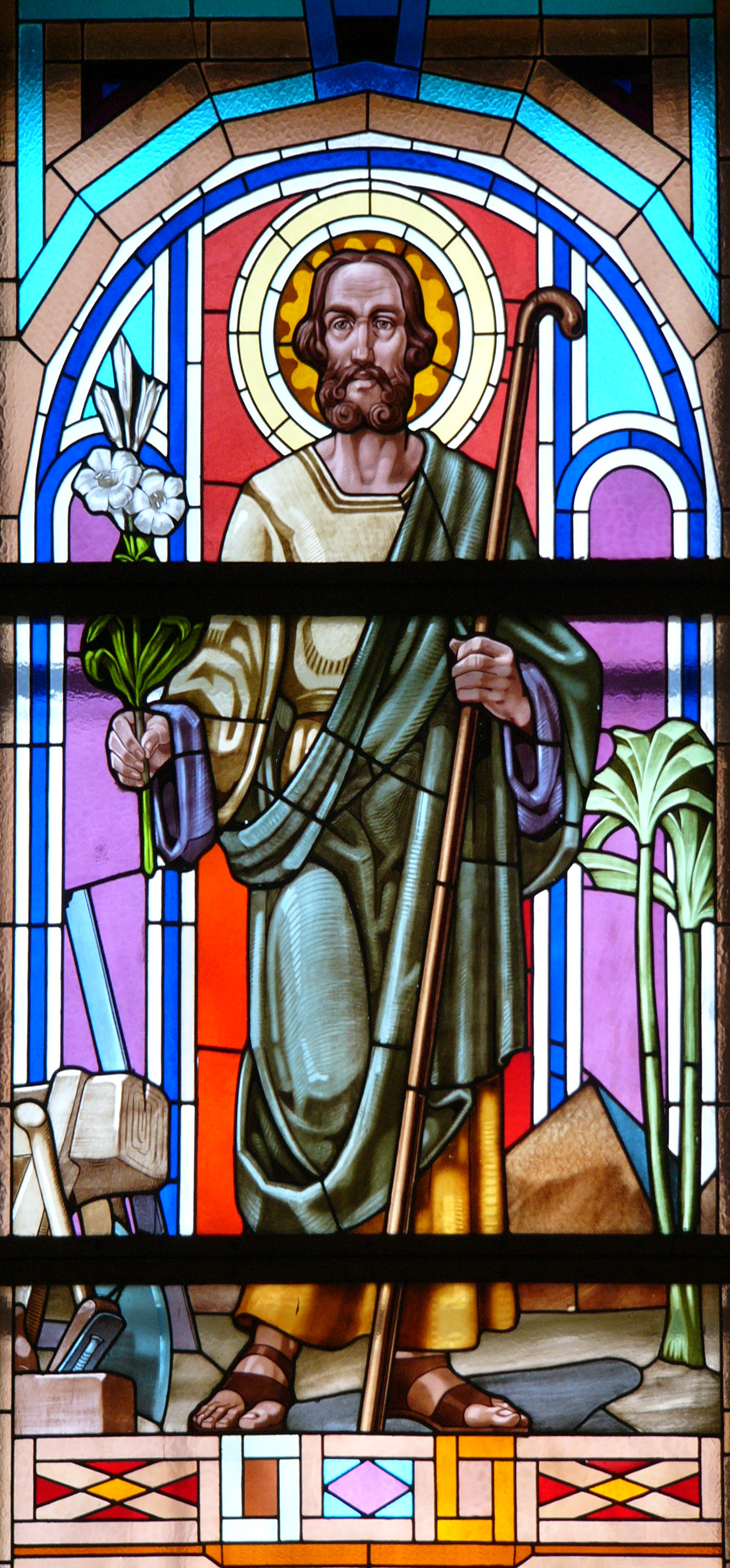
Svatý Josef
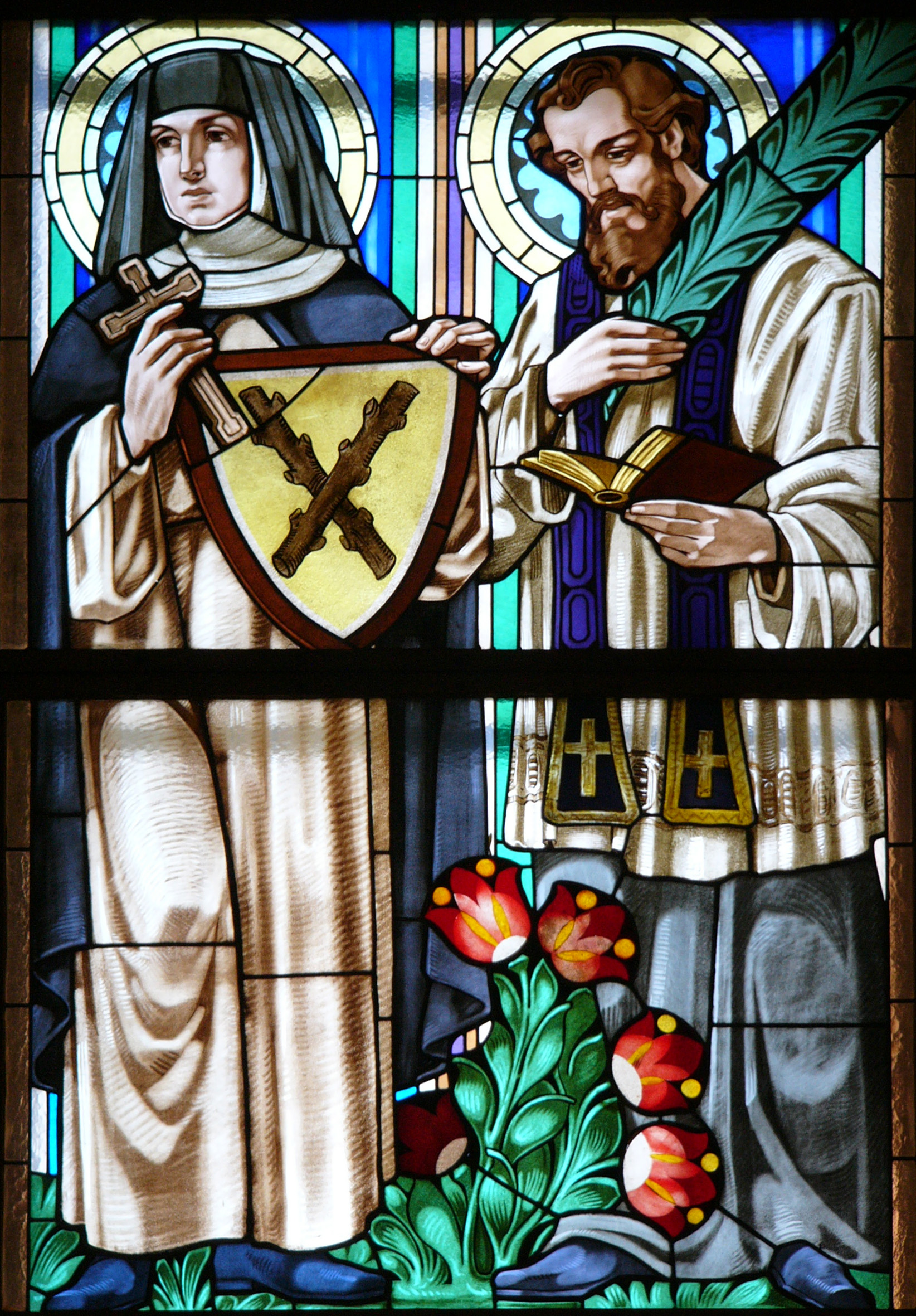
Svatá Zdislava z Lemberka a Svatý Jan Sarkander

- 1934 Návrh mozaiky oltářního obrazu v kostele svatého Cyrila a Metoděje v Olomouci.
- 1935 Kostel sv. Cyrila a Metoděje v Závišicích. Nástěnná malba duchovních patronů kostela v průčelí kněžiště a barevná vitráž v okně s jezdeckou postavou sv. Václava.
- 1936 Kostel sv. Jana Nepomuckého v Brně, Starý Lískovec. Obraz sv. Jana Nepomuckého (původně byl na hlavním oltáři).
- 1937 Poutní kaple sv. Antonína Paduánského v Blatnici, okres Hodonín. Nástěnné malby „Sv. Antonín káže rybám“ a „Sv. Antonín káže lidu“ (datováno 3. srpna 1937). V kněžišti nedokončený náčrt „Smrti sv. Antonína“.
- 1937 Kostel Povýšení sv. Kříže v Rajhradě, okres Brno-venkov. Křížová cesta.
- Radnice v Tišnově. Sgrafito.[18]
- Kostel sv. Vavřince v Hodoníně. Mozaiky Panny Marie a sv. Josefa.
- Dům umělců v Hodoníně. Malířská výzdoba.
- Kaple sv. Václava v Násedlovicích, okres Hodonín. Obraz sv. Václava.

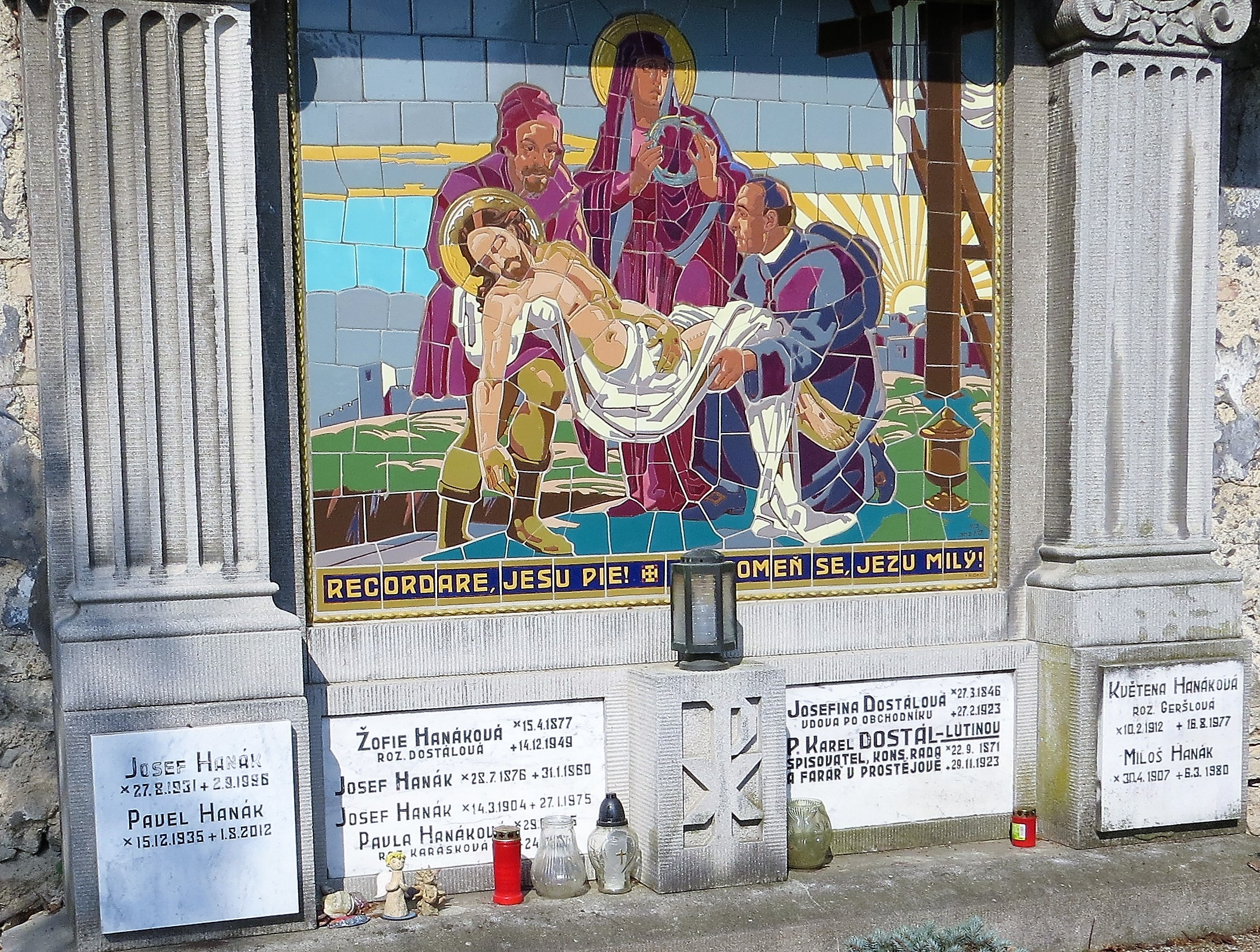
Hrob Karla Dostála-Lutinova v Prostějově. Dostál vpravo jako Nikodém, Köhler sám sebe zpodobnil jako Josefa z Arimatie.

- Hrob Karla Dostála-Lutinova v Prostějově. Dostál vpravo jako Nikodém, Köhler sám sebe zpodobnil jako Josefa z Arimatie.Hostinec u Budíků v Kyjově-Bohuslavicích. Sgrafito.
- Rodinný dům v Kyjově. Sgrafito „Čtvero ročních období“.
- fresky v Sarkandrově kapli v Olomouci[19]

Mozaiky na průčelí Gymnázia Jana Opletala v Litovli

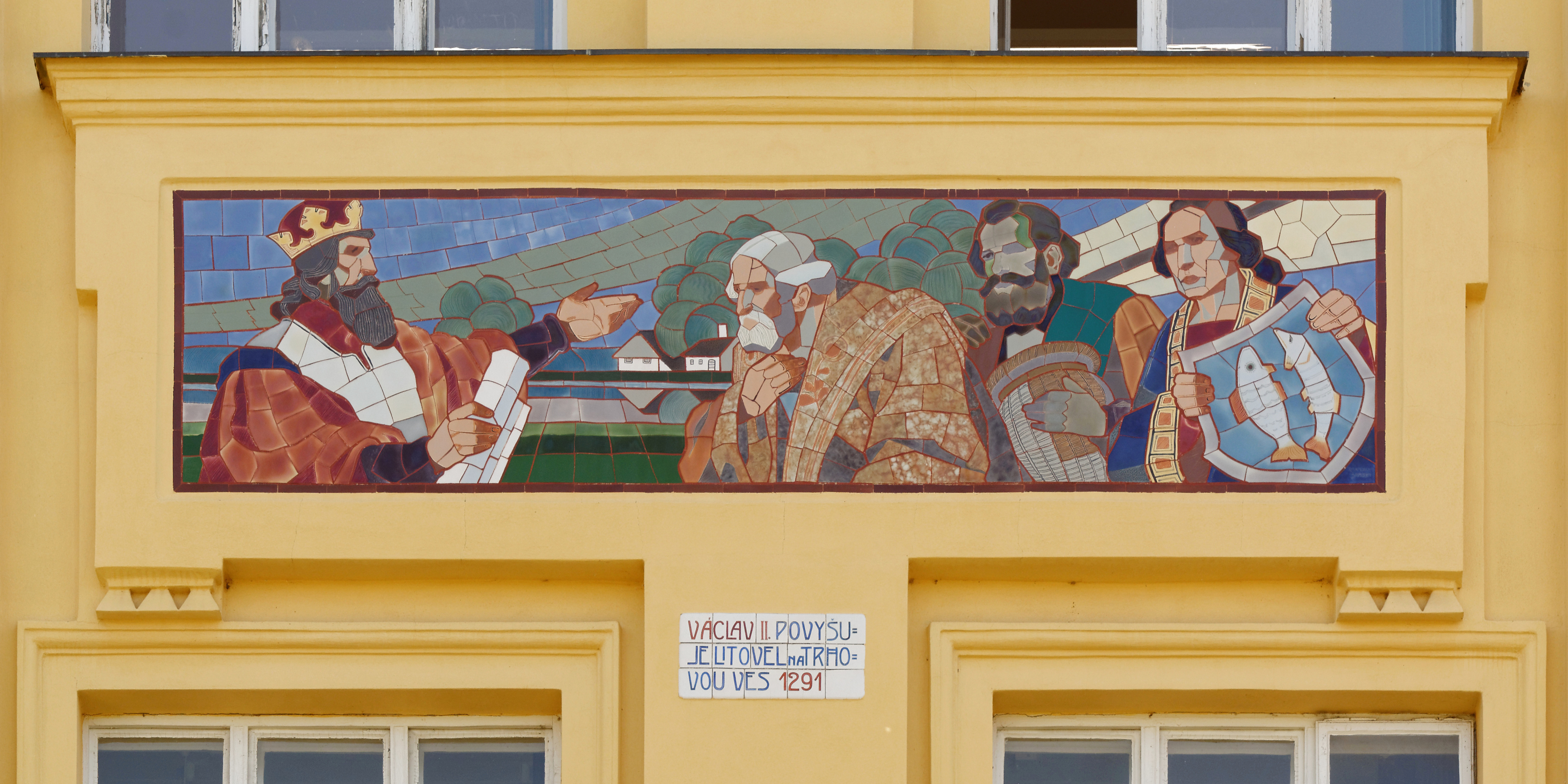
Václav II. povyšuje Litovel na trhovou ves 1291
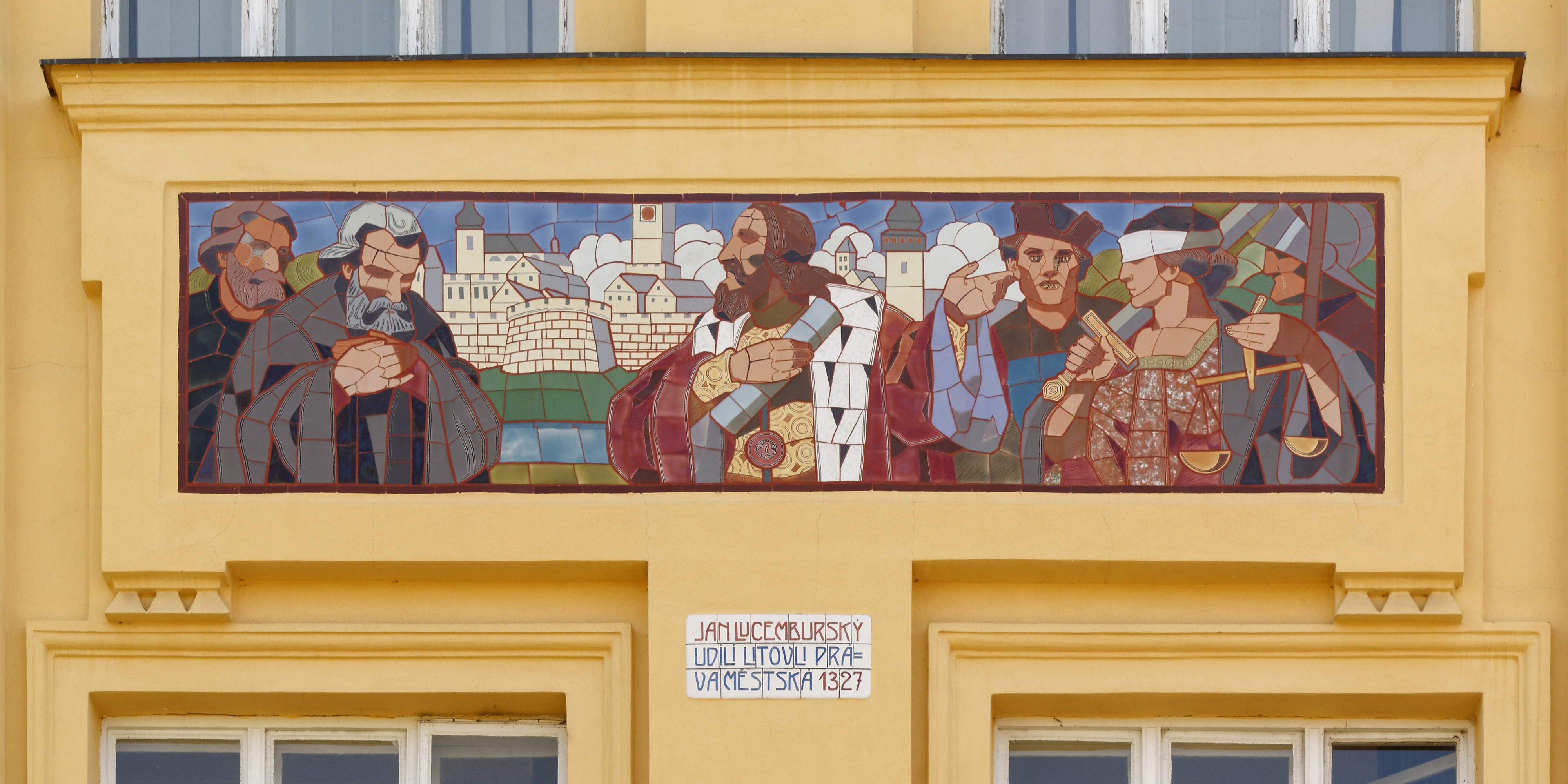
Jan Lucemburský udílí Litovli práva městská 1327
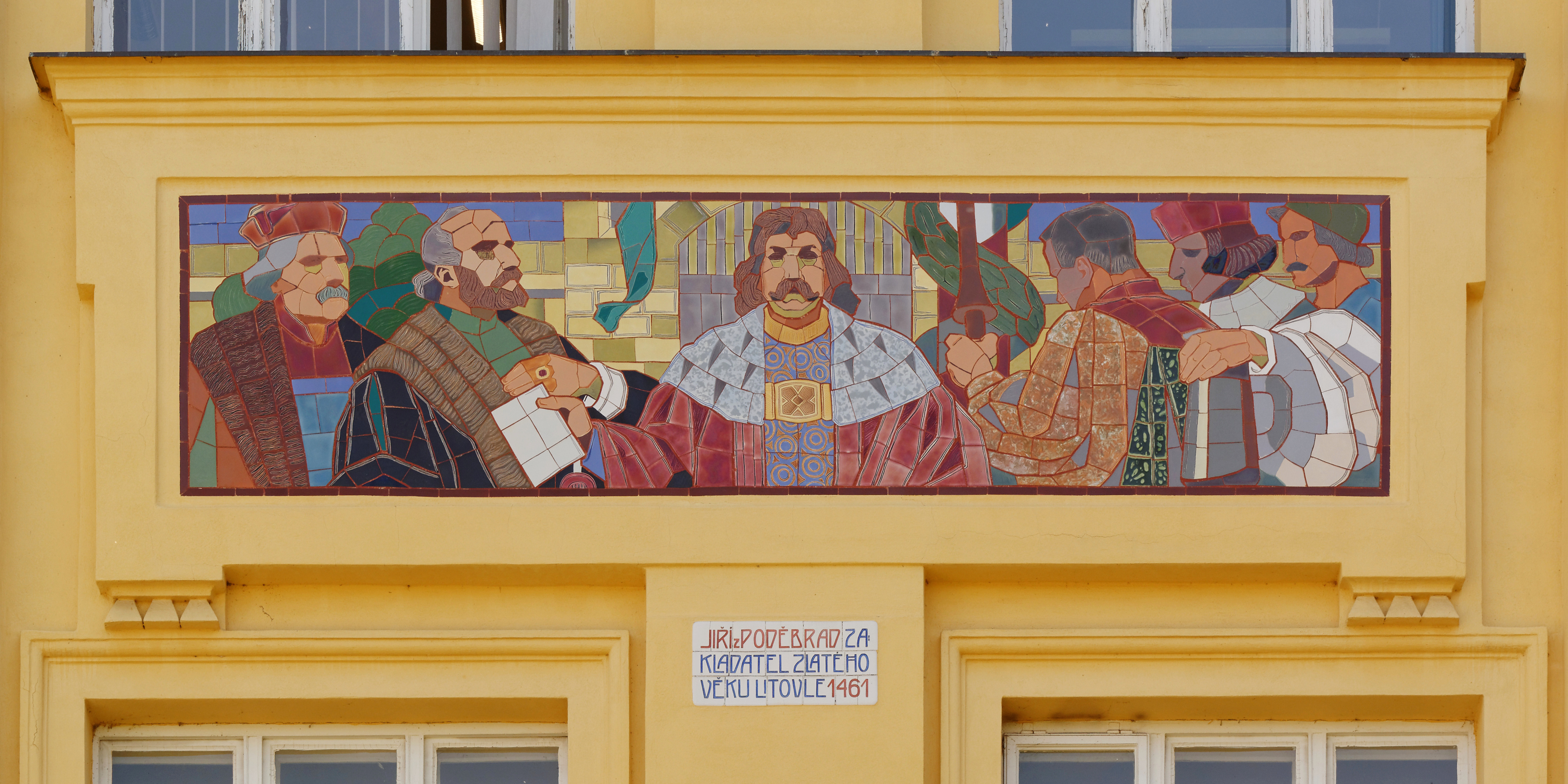
Jiří z Poděbrad zakladatel zlatého věku Litovle 1491
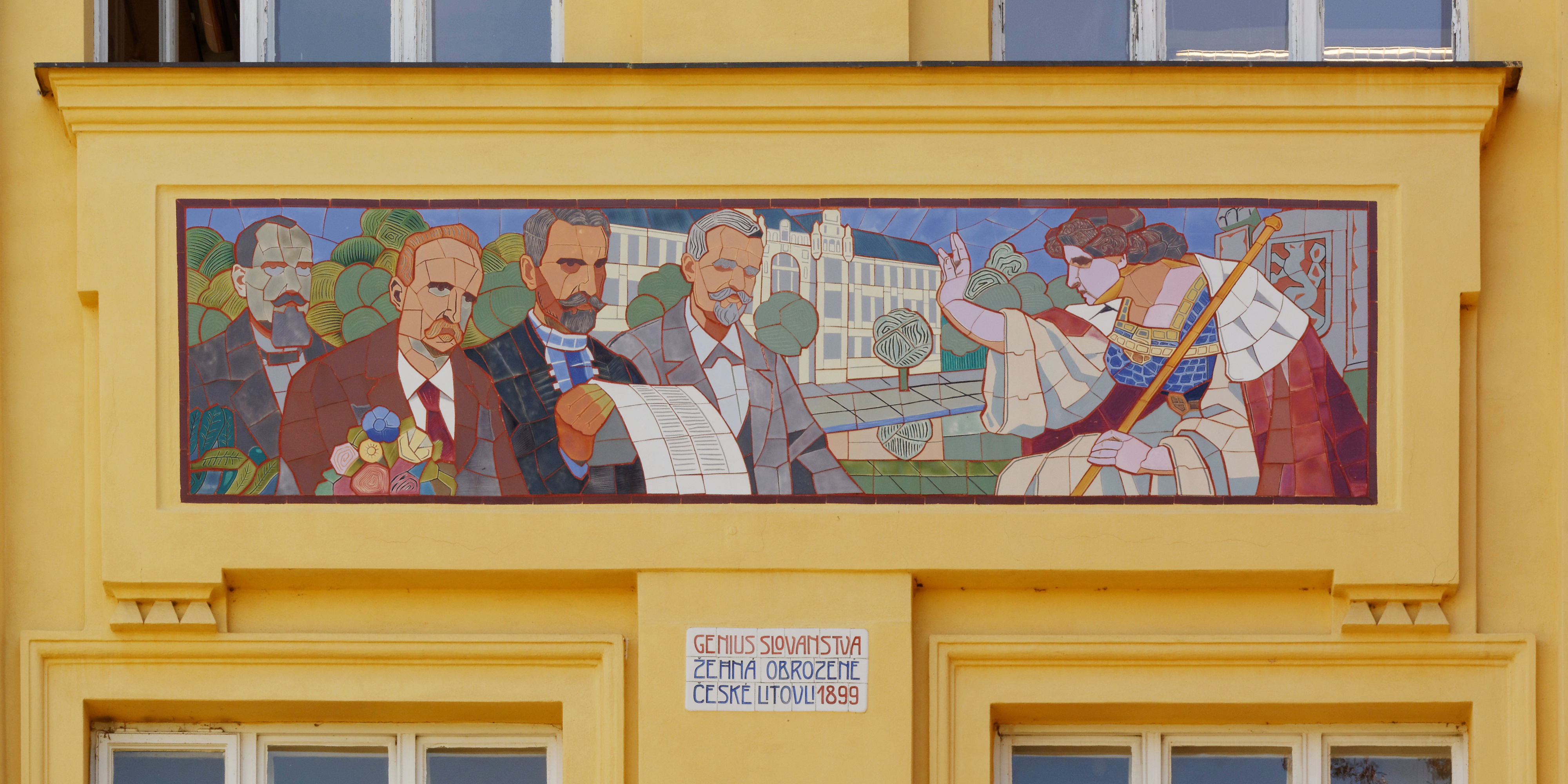
Genius slovanstva žehná obrozené české Litovli 1899

Fresky v Sarkandrově kapli v Olomouci

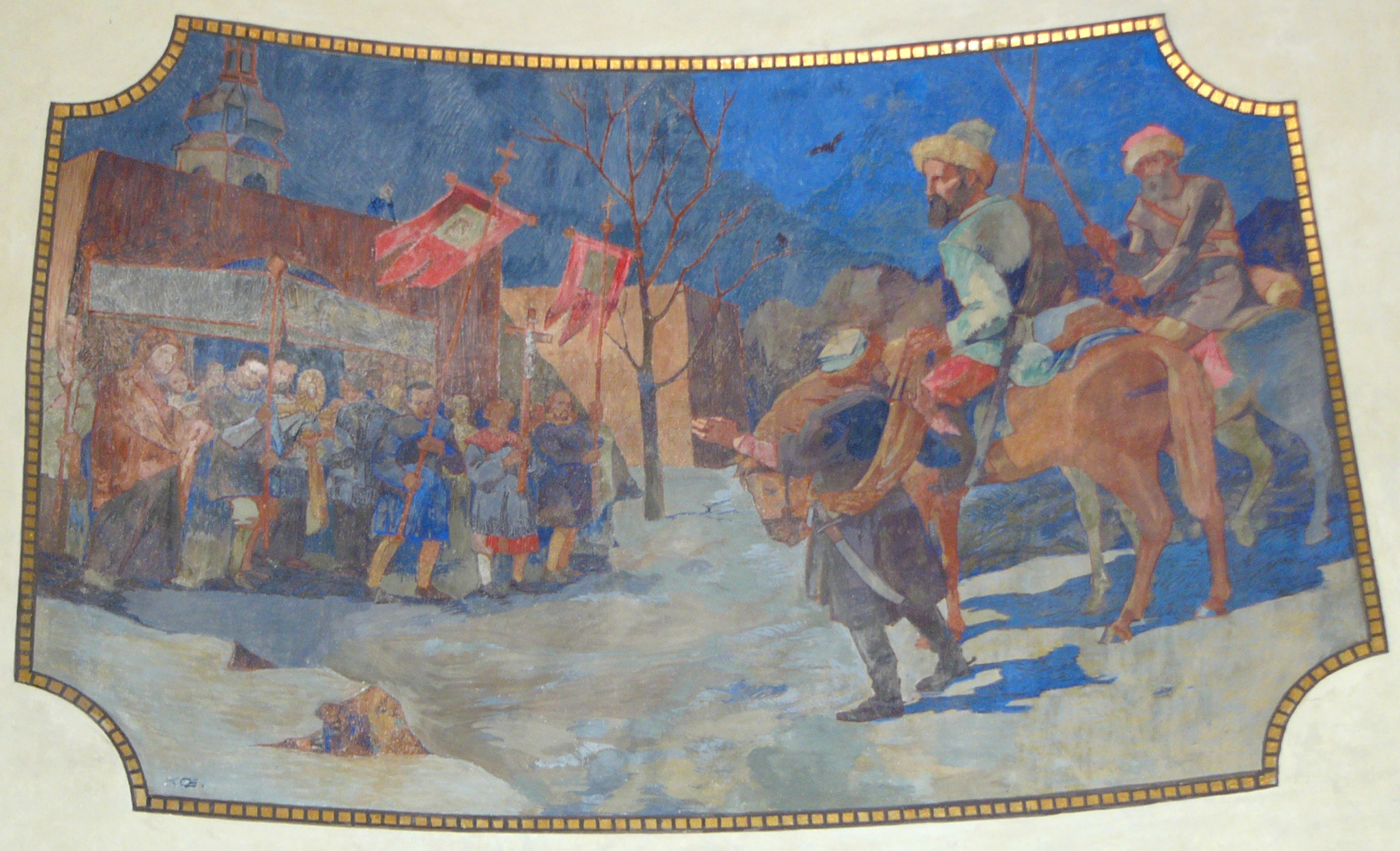
Freska znázorňující průvod Jana Sarkandera v Holešově a kozáci Lisovčíci
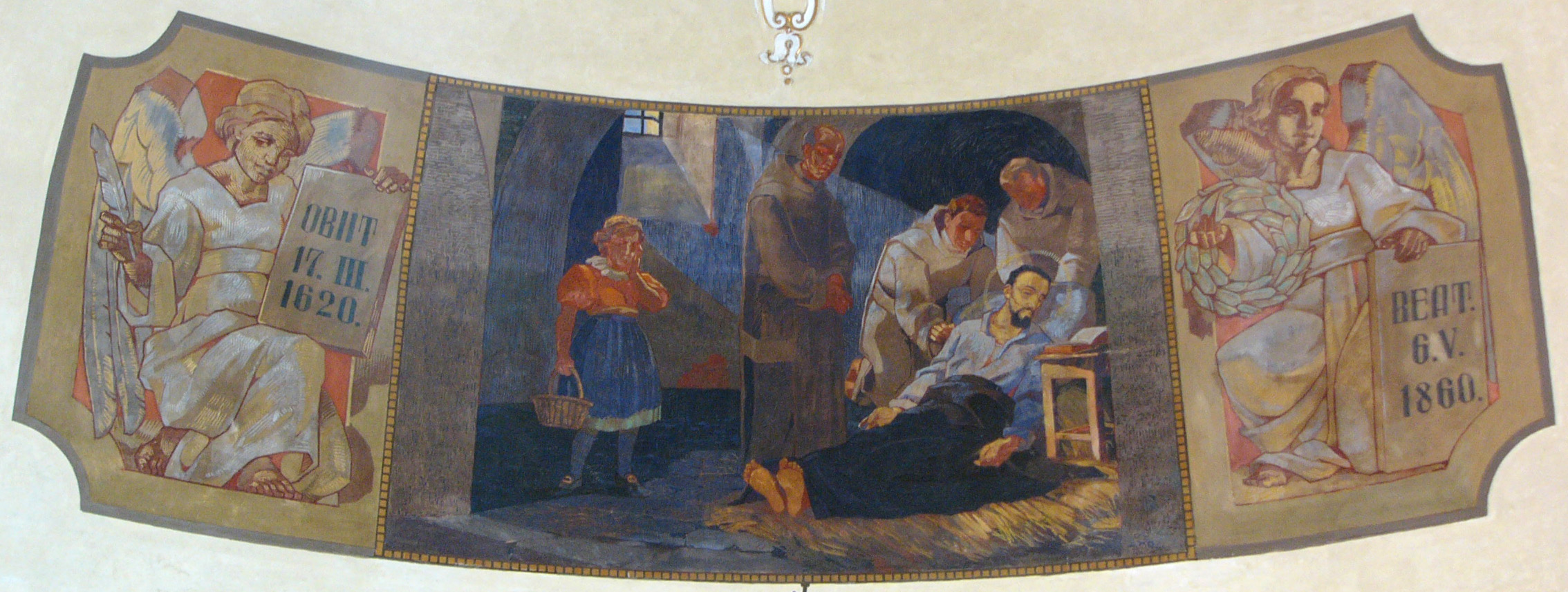
Freska znázorňující věznění Jana Sarkandera
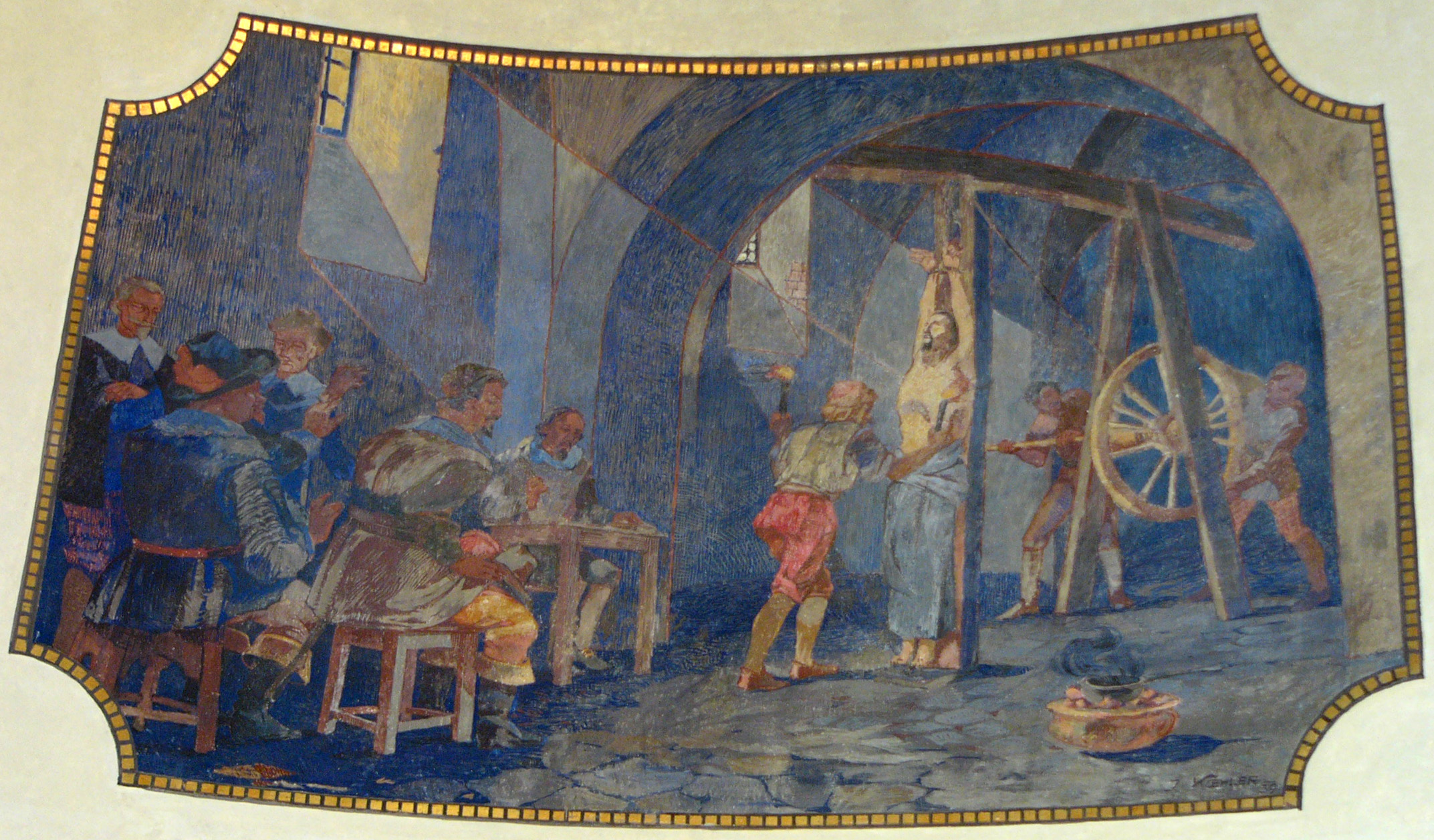
Freska znázorňující mučení Jana Sarkandera